# Гора Тара
Гора́ Та́ра (яп. 多良岳, たらだけ, тара-даке) — гора в Японії, стратовулкан на межі префектур Нагасакі та Саґа. Найвища вершина вулканічної гряди Тара, що тягнеться територією обох префектур. Найвища точка гори називається піком Кьоґатаке (яп. 経ヶ岳, きょうがだけ). Його висота становить 1076 м. На висоті 996 м, біля вершини розташоване синтоїстське Святилище Тара та буддистський монастир Консендзі.